# Лукас Маковський
Лукас Маковський (англ. Lucas Makowsky, нар. 30 травня 1987) — канадський ковзаняр, олімпійський чемпіон.
Маковський почав займатися ковзанярським спортом у 6 років. У сезоні 2008/2009 він піднявся на першу позицію в канадському рейтингу бігунів на довгі дистанції 5000 м та 10000 м. Золоту олімпійську медаль і звання олімпійського чемпіона Лукас здобув на Іграх у Ванкувері в командній гонці переслідування разом із Матьє Жіру та Денні Моррісоном.
Лукас Маковський канадець українського походження. Він розмовляє трьома мовами: англійською, французькою та українською.